# Миноносец №140
№ 140 — один из 25 миноносцев типа «Пернов», построенных для Российского Императорского флота.

## История корабля
Заложен на стапеле Невского судомеханического завода в 1896 году, спущен в августе 1897, вступил в строй в ноябре 1897 года. В 1904 году прошел капитальный ремонт. 24 марта 1914 года сдан к Кронштадтскому военному порту для разоружения, демонтажа и реализации с исключением из списков Балтийского флота.